# Café Tortoni de Paris
Pour l’article homonyme, voir Café Tortoni.

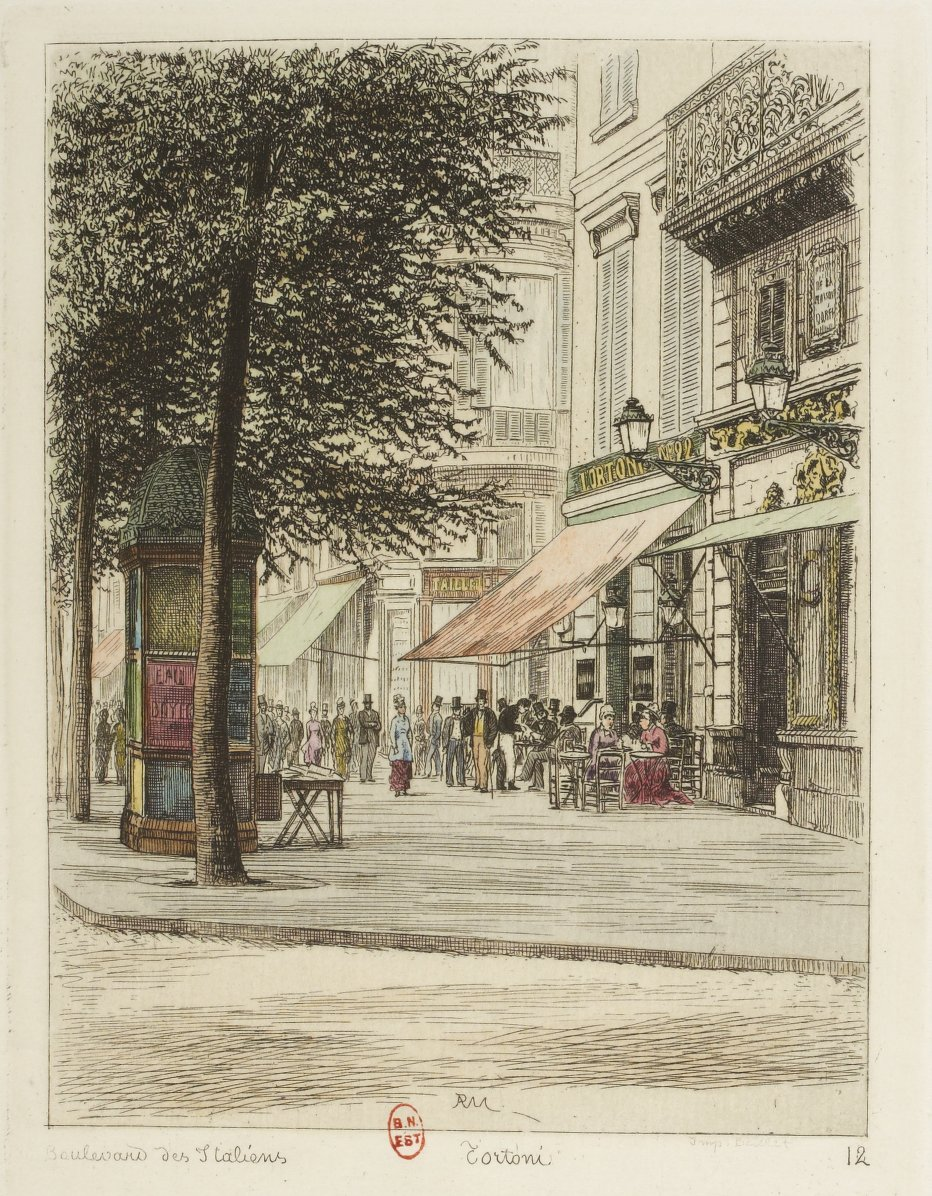
Café Tortoni, boulevard des Italiens, Paris. (Source, Gallica).

Le Café Tortoni de Paris est un café parisien qui a connu un très grand succès au XIXe siècle. Ses propriétaires successifs, d'origine italienne et glaciers de profession ont fait de cette maison un « établissement de luxe ouvert à tous ».
Là se retrouvent des hommes politiques, des intellectuels, boursiers, dandys, femmes du monde et parfois des cocottes, ou demi-mondaines.
À cette époque, il est souvent fréquenté et cité par les romanciers et les voyageurs étrangers. La célébrité de ses habitués et, accessoirement, ses desserts glacés, lui ont valu une renommée internationale qui perdure.

## Localisation
Situé à l’angle du boulevard des Italiens et de la rue Taitbout (respectivement aux no 22 et no 2), le Café Tortoni était au centre des lieux d'animation de la vie parisienne. Il se situait à quatre rues de l'Opéra et à trois cents mètres à vol d'oiseau de l'ancienne Bourse. À l'époque, sur le boulevard, existaient de nombreux cafés ; de part et d'autre de Tortoni, au no 20, on trouvait le Café Hardy, qui allait devenir le restaurant de la Maison Dorée, et, au no 24, le Café de Paris.

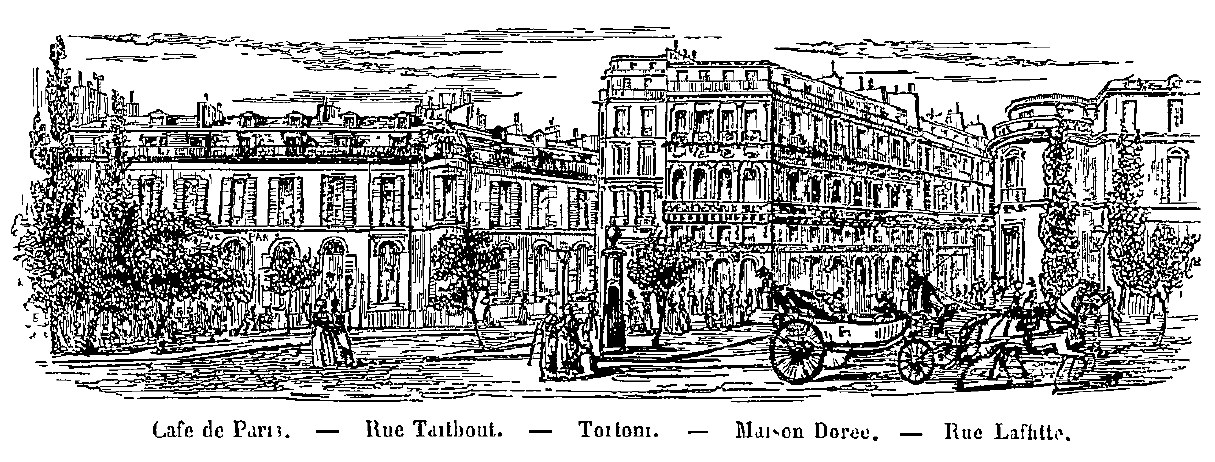
Autour du 22, boulevard des Italiens, Paris.

## Histoire
L'établissement, fondé par Velloni sous le Directoire, deviendra la propriété des Tortoni, probablement, jusqu'à sa disparition à la fin du XIXe siècle.

### Velloni
Gaëtan Baldisserd Velloni (1750-1827) est né à Venise. Glacier de profession, il vient à Paris tenter fortune. Vers 1798, âgé de 48 ans, il ouvre son premier café-glacier au coin de la rue Taitbout. Il en ouvrira d'autres dans divers quartiers de Paris et, pour l'épauler, il fait appel à un dénommé Tortoni qui régentera sa première maison. « Mais Velloni ne fit jamais que de mauvaises affaires. » En 1804, « il fut forcé de placer l'établissement de la rue Taitbout sous le nom de Tortoni ». C'est depuis ce temps, et sous ce nom, qu'il a fait fortune.

### Les Tortoni
Trois générations de Tortoni se succèdent comme propriétaires du café de la rue Taitbout.

#### François-Xavier Tortoni
François-Xavier-Laurent (1767-1818) est né à Rome, fils de Gervais Tortoni et de Victoire Romaine, son épouse. Victoire, sa mère, a eu deux autres filles d'un père différent, Claire et Marguerite Mattéi : 
- Claire épouse Jean-Simon Gérard, alors intendant de l'ambassade de France à Rome. Ils sont les parents du grand peintre : le baron François Gérard ;
- Marguerite devient l'épouse du baron quelque vingt-cinq ans plus tard.

Dans sa jeunesse romaine, F.-X. Tortoni est, comme Jean-Simon Gérard, attaché à l'ambassade — certainement dans le personnel d'intendance. En 1790, il rend visite à sa sœur Claire, à Paris, où les Gérard résident depuis 1780. De retour à Rome et séduit certainement par la capitale française, il n'aspire plus, alors, qu'à remonter à Paris, ce qu'il fera quelques années plus tard.
On le retrouve à Paris, à travers les textes officiels :

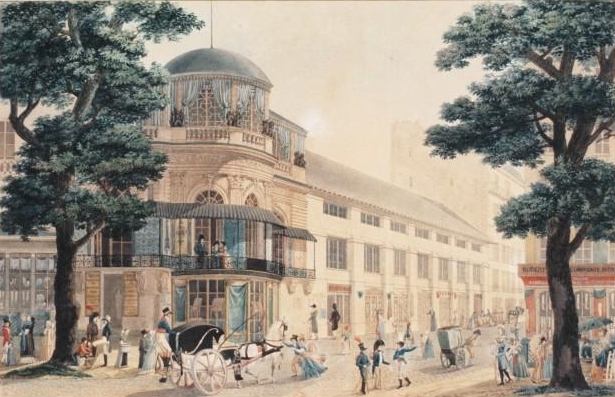
Le pavillon de Hanovre.

- En 1797 : « L'habitant Tortoni (François, Laurent, Xavier), romain, beau-frère du peintre Gérard [est] autorisé à résider à Paris : 19 prairial an V [7 juin 1797][7]. »
- En 1797[8], et 1798, on le découvre glacier : « Tortoni glacier. — Le Bureau central a enjoint au citoyen Tortoni, glacier au pavillon de Hanovre, [33, boulevard des Italiens], de se pourvoir chaque jour, et à ses frais, de six ou huit hommes de force armée pour assurer le maintien du bon ordre au devant de sa maison… [20 mai 1798][9]. »
- En 1799, à l'âge de trente-deux ans, il se marie. Ont signé l'acte de mariage comme témoins : « Gaëtan Vellony, rentier, rue Taitbout, no 30 ; François Simon Gérard[Note 5] artiste au muséum [le Louvre…]. »

Il est possible que la célébrité grandissante de F. Gérard ait favorisé l'irrésistible ascension du Café Tortoni.
En 1804, F.-X. Tortoni devient le seul maître du café, qui désormais porte son nom. Il y habitera jusqu'à sa mort.
Sous l'Empire : « Tortoni avait déjà une réputation très grande. Toutes les opinions politiques s'y convoquaient sans se heurter ; l'habilité de Tortoni comme cuisinier avait fait de son établissement un centre où anciens terroristes, royalistes, jacobins, bonapartistes accouraient pour apprécier les sauces du célèbre restaurateur ». Les sauces, mais aussi, en plus de « café, thé, chocolat, punch, toutes sortes de liqueurs froides [absinthe] et de liqueurs fines des îles, un assortiment complet de glaces et sorbets et de bières hollandaises ».
Dans ces années-là, François-Xavier transforme le 2, rue Taitbout. Au rez-de-chaussée, il ajoute de petits salons particuliers et, au premier étage, un grand salon de billard, dont un certain Spolar fait la réputation, avant 1809. Sur le boulevard, en terrasse, il installe six tables et des chaises en paille où élégantes en calèche et hommes du monde s'arrêtent, discutent, tout en savourant des glaces. Célèbre, le perron de Tortoni fera même le titre d'un livre.

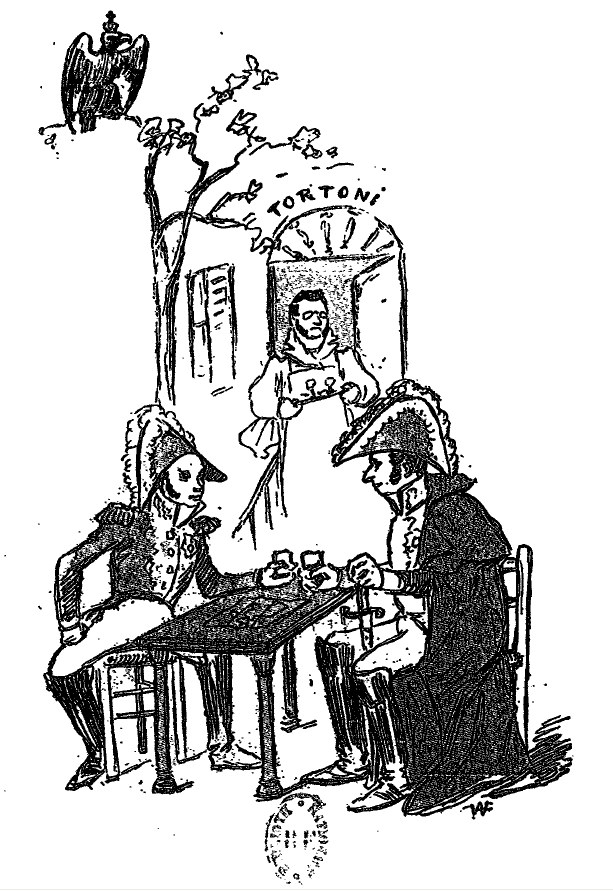
Généraux et maréchaux d'Empire, croquis d'A. Willette, BnF, Gallica.
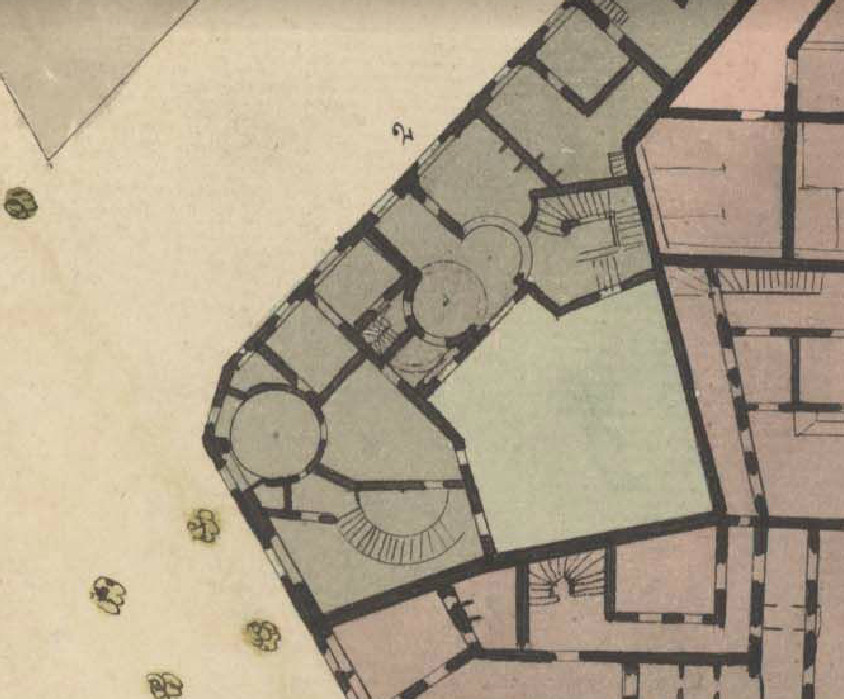
L'intérieur du Tortoni, au 2, rue Taitbout, Archives nationales.
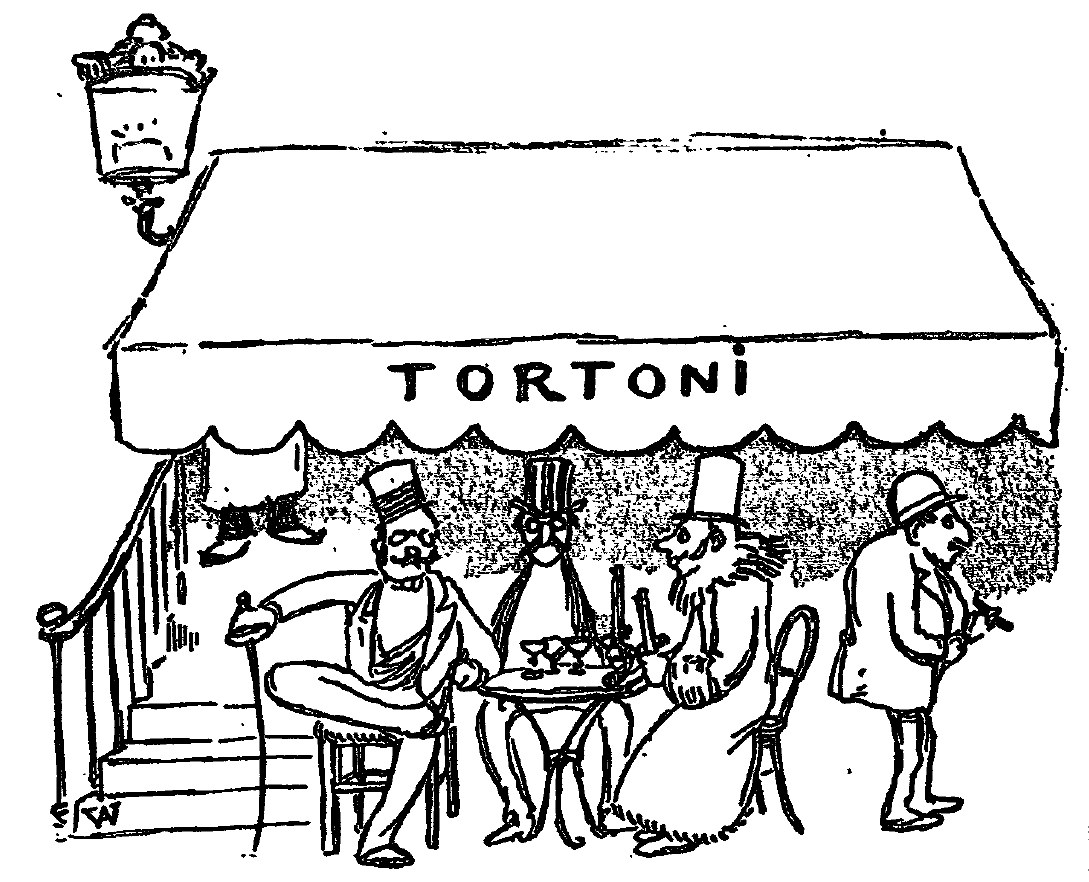
À la terrasse, croquis d'A. Willette, BnF, Gallica.

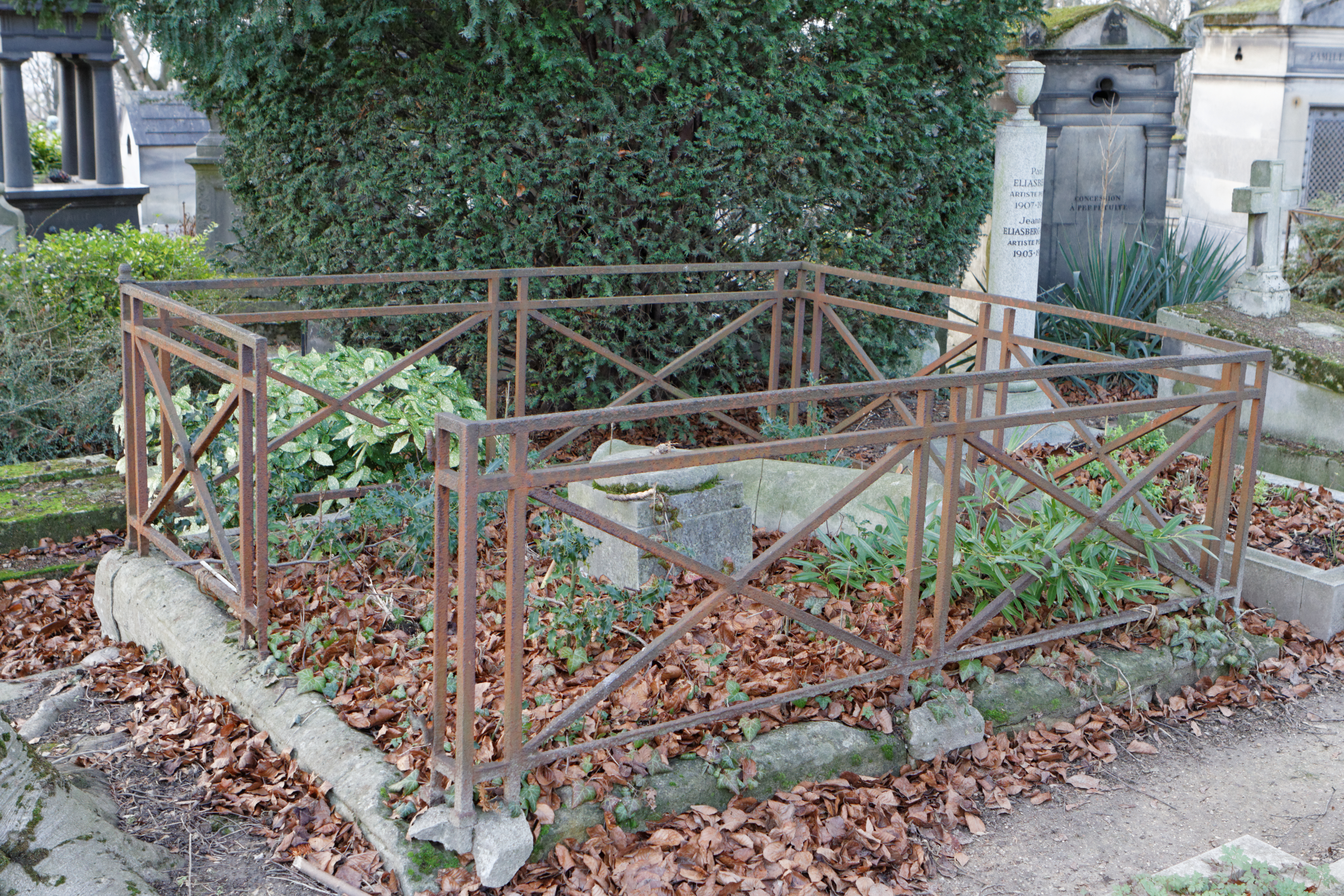
Tombe de François Xavier et de sa femme au Père-Lachaise.

Plus tard, sous Louis XVIII, en pleine notoriété, François-Xavier perd sa femme. L'année suivante, mystérieusement — vraisemblablement déprimé et surmené —, « comme Vatel, Tortoni se tua ; cet homme gai et railleur se brûla la cervelle ». C’était le 30 décembre 1818. François-Xavier est enterré au Père-Lachaise, auprès de son épouse.
Ils laissent alors un orphelin de dix-huit ans. Fils unique et héritier, il reprendra l'établissement de la rue Taitbout et en fera « un monument, une institution ! ».

#### François Aldégonde Tortoni

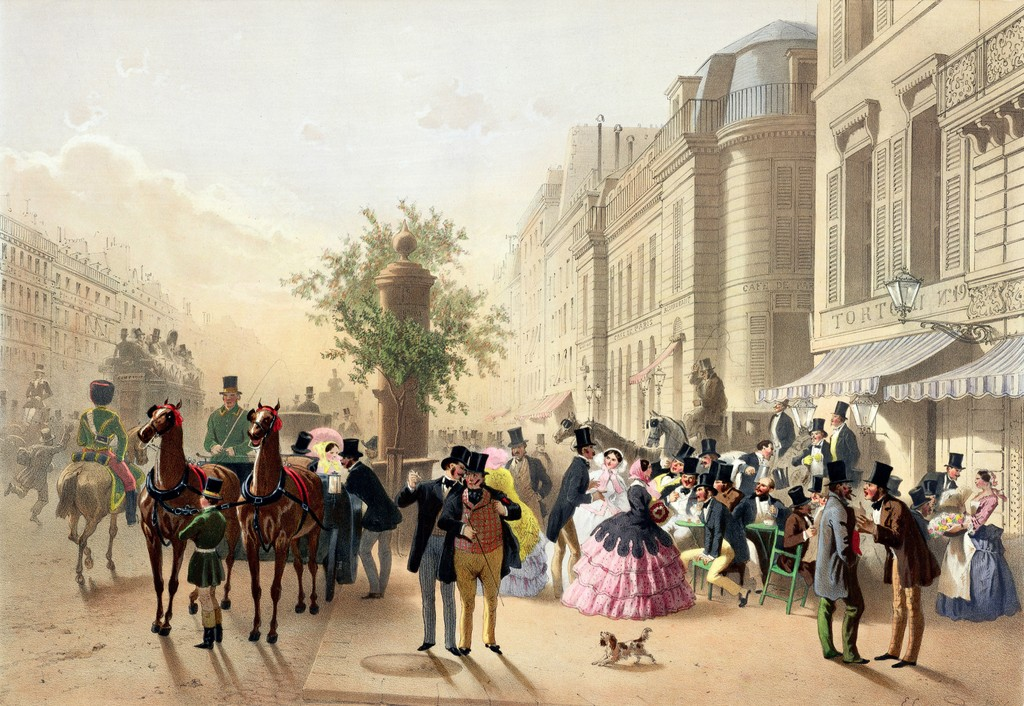
Eugene von Guérard, Café Tortoni, 1856.

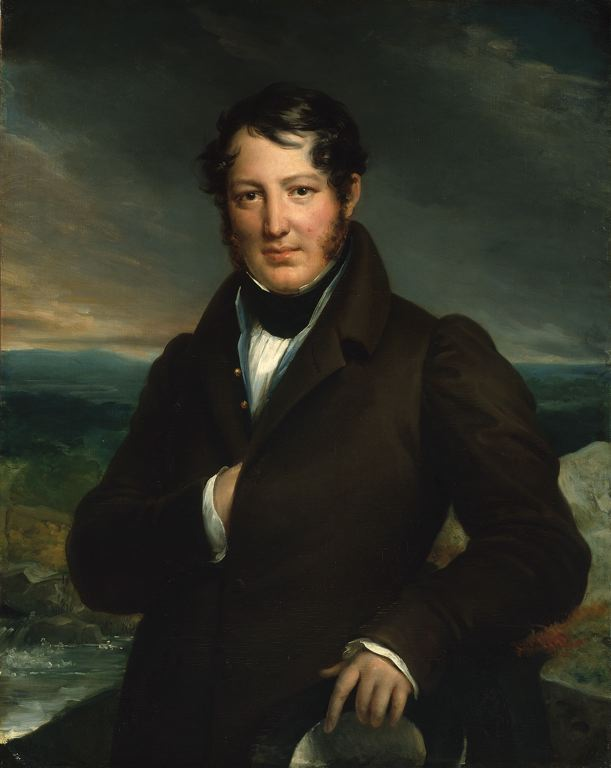
M. Tortoni, portrait attribué à F. Gérard, vers 1825.

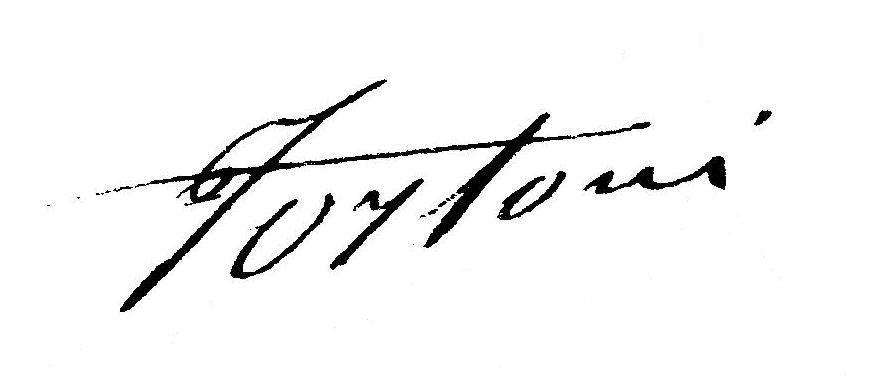
Signature.

François Aldégonde Xavier (1800-1876) est né au 30, rue Taitbout, là où habita Velloni. Il passe sa jeunesse chez ses parents, au 2, rue Taitbout. Quatre ans après la mort de son père, en 1822, il épouse une provinciale, Adèle Charbonnier. Elle lui apporte en dot un vaste domaine issu de l'ancienne seigneurie de Rosoy-en-Multien, village situé à 55 km au nord-est de Paris. Bon gestionnaire, il aimera partager son temps entre son établissement parisien et ses nouvelles propriétés…

Pour en revenir au café :
Sous la Restauration, Louis-Philippe et Napoléon III, le Café Tortoni, « ou plutôt Tortoni, comme on dit d'ordinaire », devient l'endroit le plus en vogue de Paris. Il sera à son apogée dans les années 1830-1848. À cette époque, « sa réputation est européenne. […] Il n'est pas d'étranger qui, le soir, dans l'été, n'ait été se reposer à l'ombre éclatante et éclairée de […] Tortoni. C'est le rendez-vous général du beau monde, c'est une halte obligée au sortir de l'Opéra. […] La glace prend tous les noms et toutes les formes [Il s'en avale plus de mille dans une soirée d'été]. Les plus riches équipages entourent ce vivant glacier d'une triple ceinture de livrées et de chevaux admirables. Voilà pour le Tortoni du soir.
Mais le Tortoni du matin présente un tout autre aspect. […] Ce n'est rien moins que le péristyle de la Bourse, [où agents de change, banquiers, spéculateurs viennent déjeuner et commenter les derniers potins de la Haute société et bien sûr le grand jeu de la Bourse.] Tout d'un coup, sonne lugubrement une certaine heure. Chacun remonte dans sa voiture, les chevaux s'envolent au galop, et bientôt tout disparait. »
Sur le coup de midi, arrivent [aussi] « les dandies [sic] : ils entrent à Tortoni par la porte de derrière [rue Taitbout], attendu que le perron est envahi par […] les gens de la Bourse. Le monde dandy, rasé et coiffé, déjeune jusqu'à deux heures, à grand bruit, puis s'envole… »

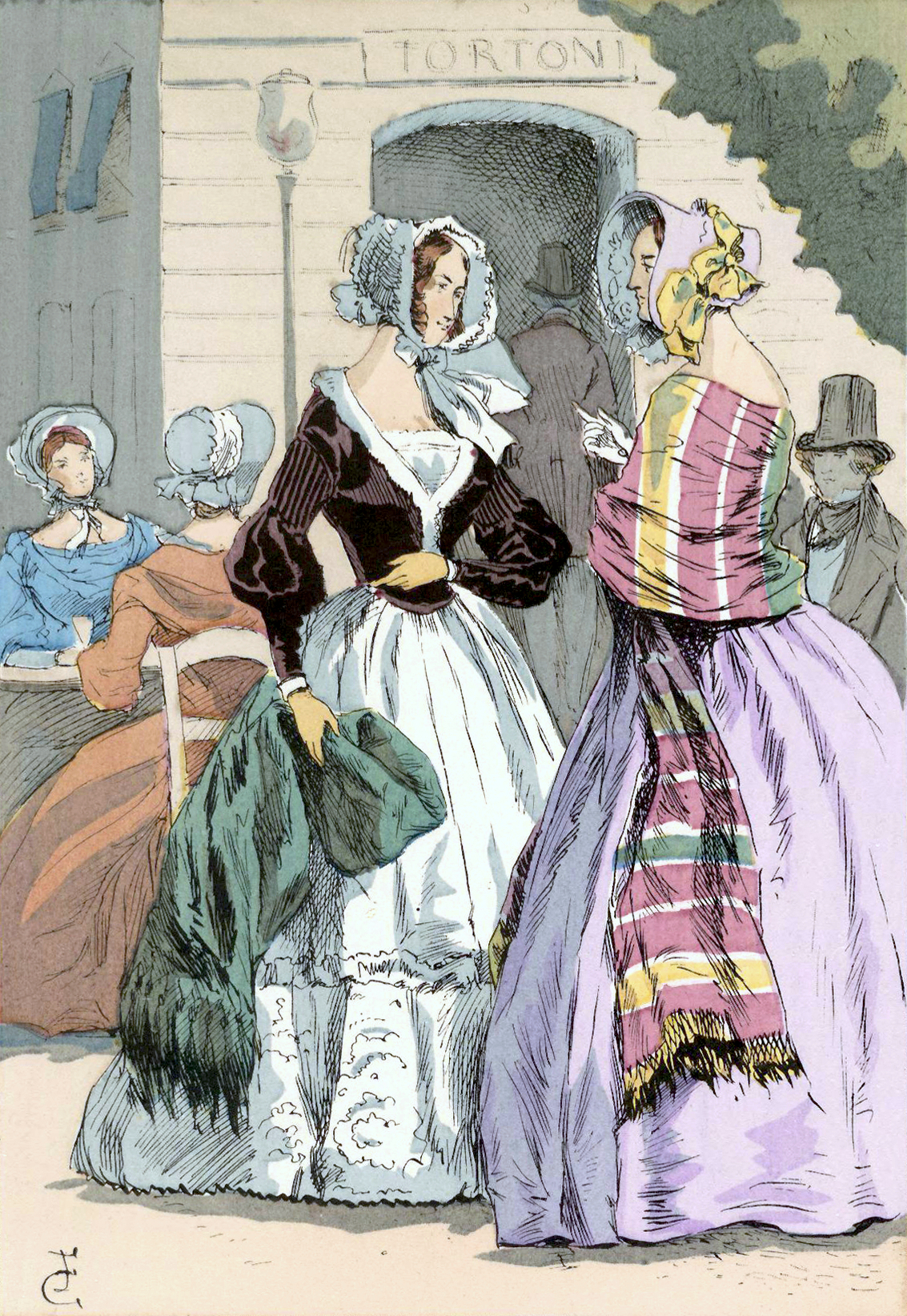
Élégantes à la terrasse de Tortoni (1847).
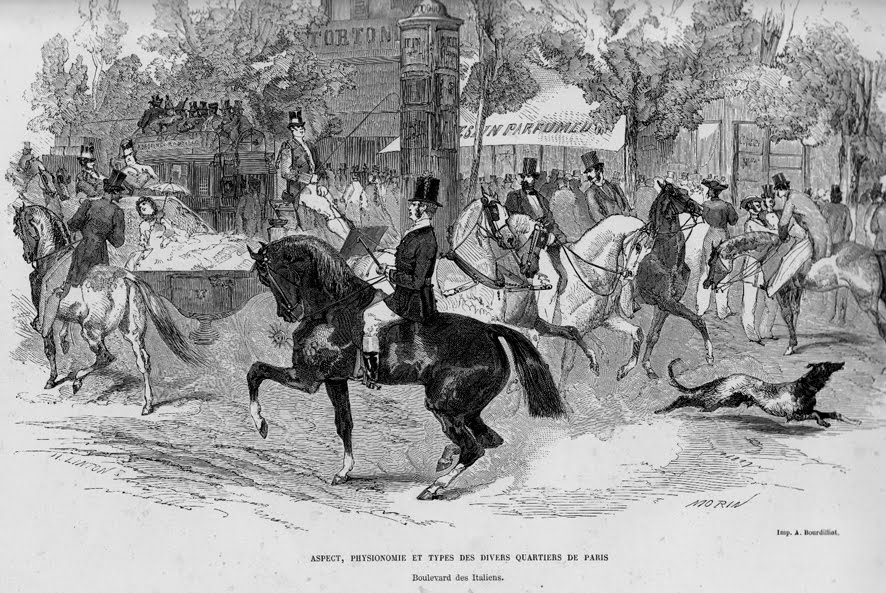
E. Morin, Boulevard des Italiens (1860).

Dès la fin des années 1820, à la tête d'une belle fortune, François investit à Rosoy, dans son nouveau domaine qu'il transforme partiellement en résidence d'agrément. En 1830, il devient le premier magistrat du village. Il le restera pendant quarante-quatre ans.
Plus tard, dans les années 1850 probablement, après le mariage de sa fille Élisa, il participe financièrement à la construction d'une grande résidence bourgeoise, « le Fond des Forêts », à l'entrée ouest du village.

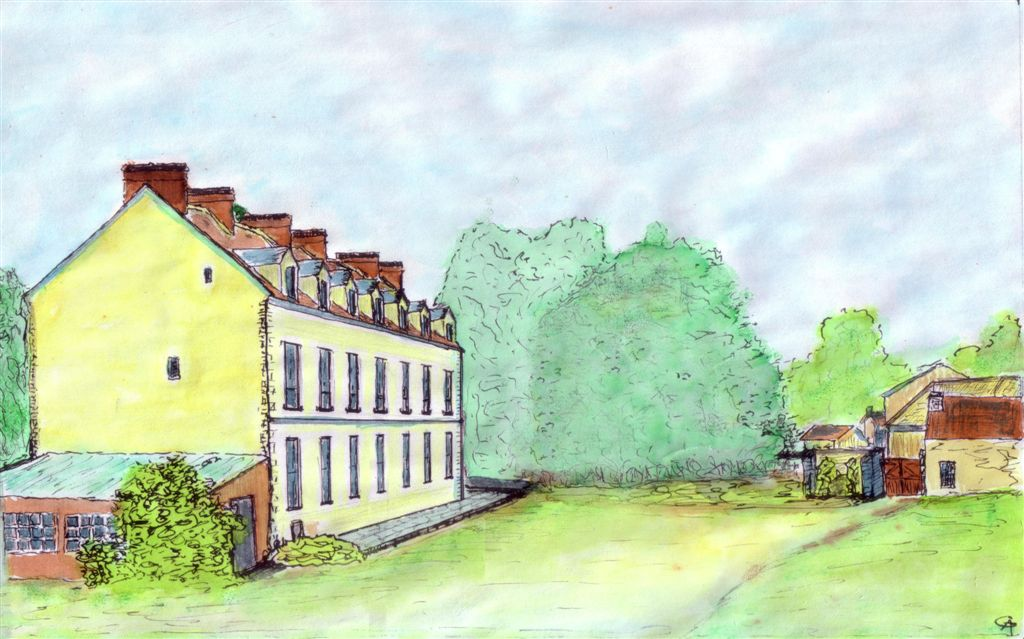
Rosoy : première résidence, le Vieux Château.
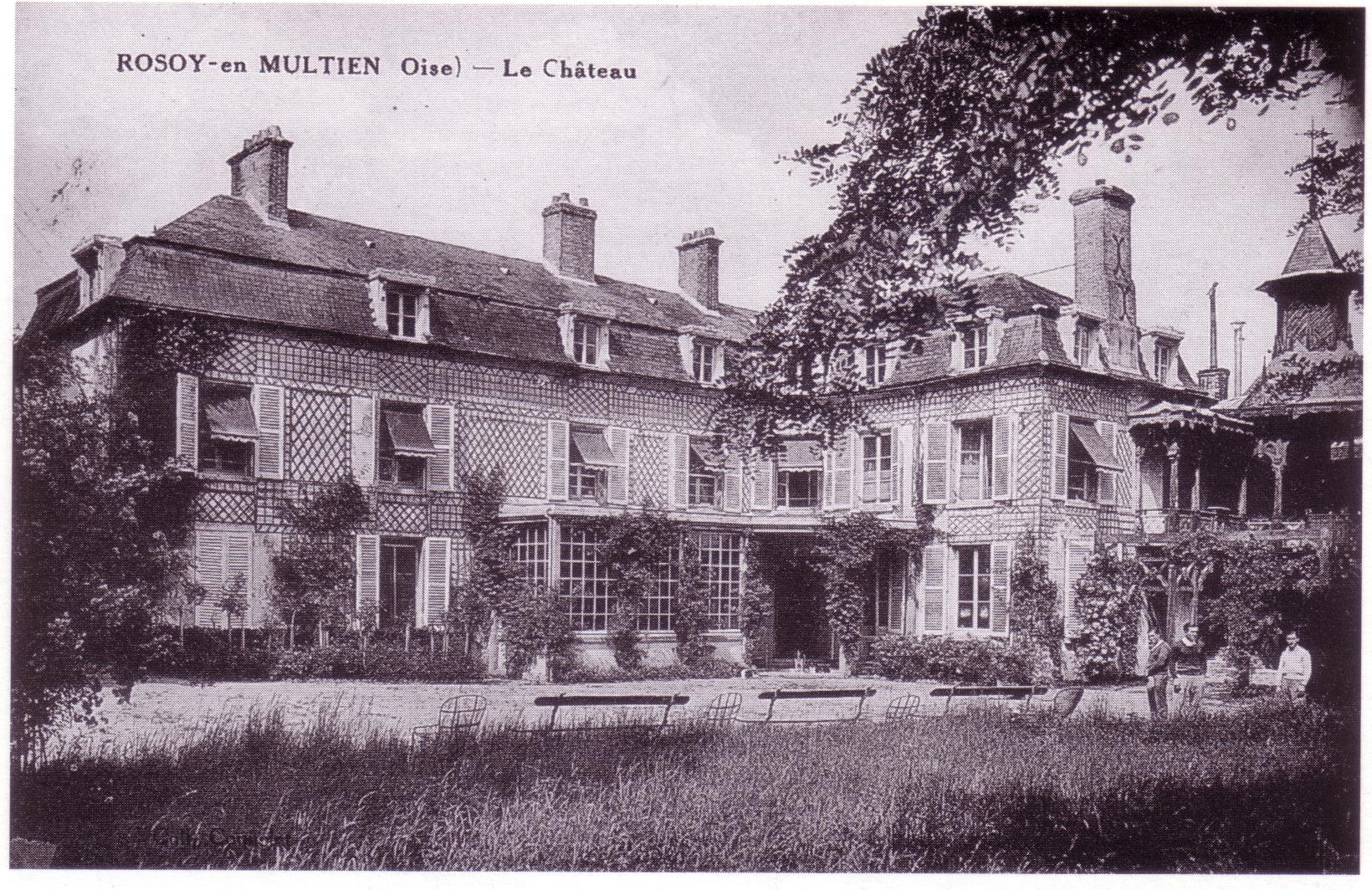
Deuxième résidence d'agrément.
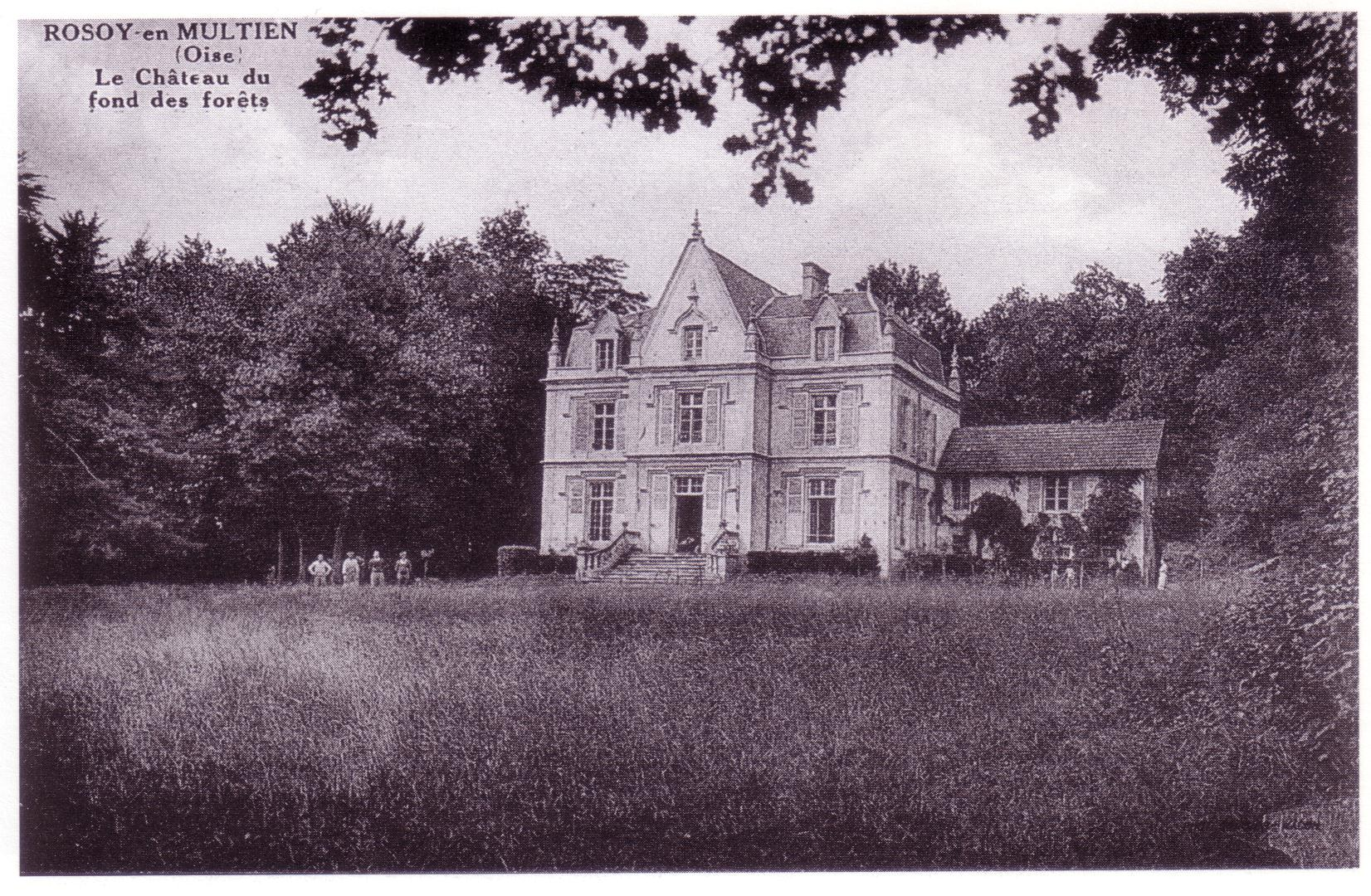
Le Fond des Forêts.

Après la mort de sa femme Adèle, en 1868, après la fin de l'Empire et la guerre de 1870, il semble s'être retiré des affaires. Il abandonnera sa charge de maire en 1874 et mourra à Paris en 1876, mais « il a voulu être inhumé près de sa chère femme qu’il épousa pendant 46 années de sa vie » dans le nouveau cimetière de Rosoy qu'il avait créé, en tant que maire, dès avant 1866.

#### Élisa Tortoni-Gervais
Louise Élisa (1824-1900) est née au 2, rue Taitbout. Fille unique, elle épouse Ferdinand Louis Gervais en 1842. Après la guerre de 1870, le couple Tortoni-Gervais est peut-être propriétaire, mais n'est plus gérant du Tortoni, qui avait « su se maintenir », « sinon dans sa splendeur passée, du moins comme possédant encore une clientèle choisie. C'était le rendez-vous du turf et du sport ».
Dans les années 1875-1890, Adèle, héritière (en 1876) et veuve (en 1877), suit peut-être les activités de la maison qui essaie de se diversifier. Cette période est obscure.
Des affiches vantent les mérites d'une Eau suprême Maison Tortoni pour arrêter la chute des cheveux ; un fils, Paul se lance dans des aventures industrielles onéreuses (automobile et aviation) et sans lendemain ; il transforme le vieux château de Rosoy en distillerie en 1887. Elle fait rapidement faillite… Bref, étant donné qu'il est à court d'argent, le café doit être mis en vente le 30 juin 1892. Le dernier gérant est M. Percheron,.

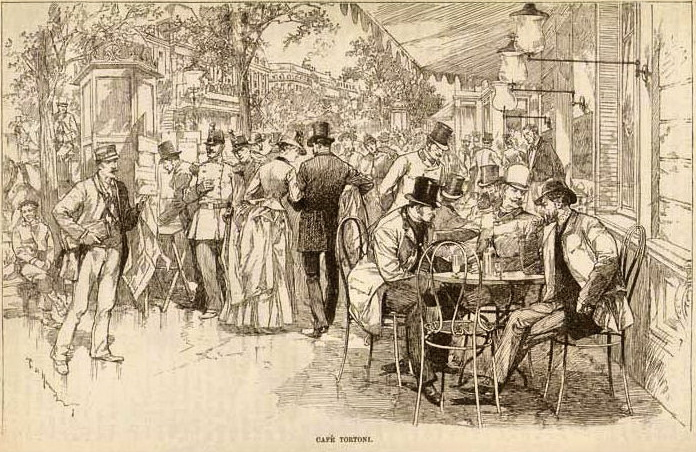
Paul Renouard, À la terrasse de Tortoni (1889).

En 1893, lorsqu’il ferme ses portes, l’International Herald Tribune annonce : « Tortoni a disparu de Paris aujourd’hui. Le café du coin du boulevard des Italiens et de la rue Taitbout, renommé pendant plus d’un siècle comme le haut lieu des grands noms de la littérature, des arts, et de l’aristocratie, sera remplacé par le café Brébant. »
Élisa, « la dernière des Tortoni », disparait peu après. C'était la dernière année du XIXe siècle . Elle sera inhumée auprès des siens, dans leur cimetière de Rosoy.

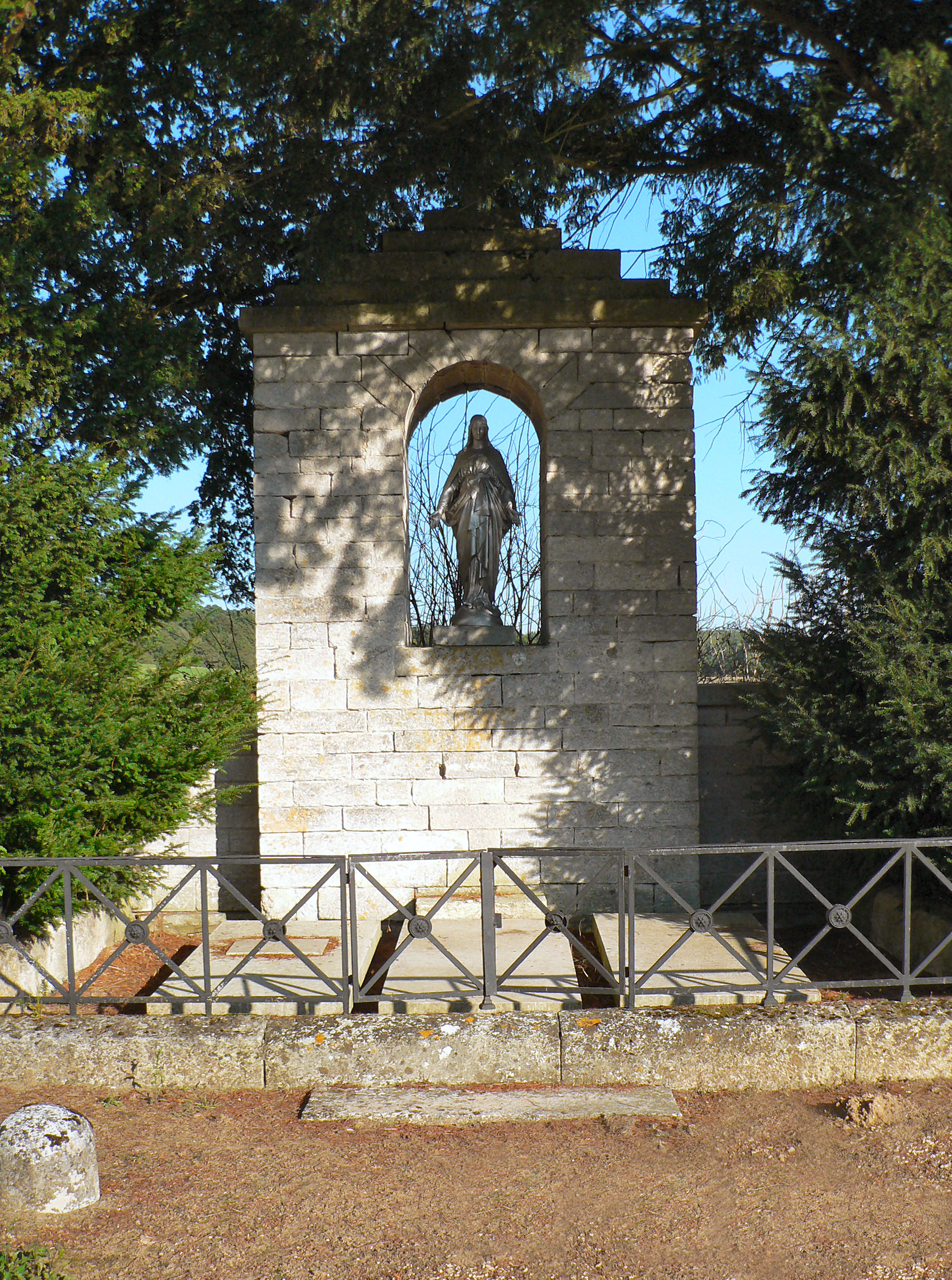
Sépultures des Tortoni, à Rosoy-en-Multien.

## LeTortoni, annexe de la Bourse de Paris
En 1818, lorsque le nouveau ministre des Finances, Joseph-Dominique Louis, annonce que ses prédécesseurs ont laissé un déficit de 112 millions de francs, la Bourse baisse et les coulissiers sont accusés de spéculer contre l'État. Une ordonnance du préfet de Paris leur interdit le passage des Panoramas et ils décident d'émigrer de manière informelle vers les tables du Café Tortoni. À la suite d'une nouvelle crise financière en 1823, la coulisse doit louer une salle spéciale dans ce même café.

## LeCafé Tortonidans la littérature
« L'Art et surtout la Littérature s'y sont installées [sic] et les “Écoles” s'y succèdent tour à tour… »
Citons des auteurs, dans l'ordre chronologique des parutions ; liste non exhaustive :
- Stendhal cite la salle de billard de Tortoni dans Le Rouge et le Noir : « Avec quelle hauteur il me regardait hier au soir au café Tortoni » (1830).
- Honoré de Balzac le nomme plus de dix fois dans les romans de La Comédie humaine. Dès 1831, dans La Peau de chagrin, « tous les damnés allèrent prendre des glaces chez Tortoni » ; c’est l’endroit où se retrouvent ses personnages : Maxime de Trailles, le comte de la Palférine, Henri de Marsay, et Balzac lui-même[34]. Dans Splendeurs et misères des courtisanes (1847), c’est chez Tortoni que madame du Val-Noble commande les glaces pour son grand dîner…
- Eugène Süe est un habitué du 2, rue Taitbout. Le Tortoni est un centre d'intrigue, dans Mathilde, mémoires d'une jeune femme (1841).
- Alexandre Dumas le cite dans plusieurs ouvrages : Fernande (1844) ; Le Comte de Monte-Cristo (1846) ; Saphir, pierre précieuse montée (1854).
- Alfred de Musset le fréquente et l'évoque : « À minuit, il se retrouvait chez Tortoni avec ses dandys pour savourer une glace[35] » (vers 1830) ; Dans Mademoiselle Mimi Pinson, profil de grisette, « la silhouette de deux jeunes femmes qui prenaient des glaces près d'une fenêtre chez Tortoni. […] Je reconnais Mimi à sa robe » (1845).
- Ulric Guttinguer évoque « le boulevard du Tortoni » dans Mademoiselle de Champ-Rosé (1846).
- Jules Barbey d'Aurevilly, dans Une vieille maîtresse (1851), et Les Diaboliques (1874), en parle de nombreuses fois ; il évoque « le petit salon bleu qu'avait aimé le prince de Talleyrand ». Il avait commencé à fréquenter les lieux dans les années 1830 avec Maurice de Guérin.
- Victor Hugo le cite plusieurs fois et fait défiler les troupes devant le perron de Tortoni dans Napoléon le petit (1852).
- Gustave Flaubert le cite dans L'Éducation sentimentale : Dussardier y est tué par Sénécal « sur les marches de Tortoni » (1869).
- Émile Zola le cite dans La Curée (1871) : le duc de Rozan et M. Larsonneau « allèrent déjeuner ensemble chez Tortoni »[36].
- Maupassant le cite également dans les Contes du jour et de la nuit, dans la nouvelle Un lâche (1885) : « Le beau Signoles » y provoque en duel Georges Lamil ; l'événement le conduira au suicide.
- Henry James le cite dans La Princesse Casamassima (1886).
- Marcel Proust l’évoque plusieurs fois dans À la recherche du temps perdu, Du côté de chez Swann et Un amour de Swann (1913).
- Abel Hermant, dans Souvenirs de la vie frivole (1933), explique que le café Tortoni, symbole de la vie sociale parisienne et de l'esprit français, avait commencé de décliner après la chute du Second empire.
- Camille Pascal le cite comme le lieu de rendez-vous de Adolphe Thiers dans son roman L’été des quatre rois.

## Célèbres habitués du caféTortoni
Nul doute que les romanciers cités précédemment aient fréquenté les lieux. Proust, lui, n'avait que vingt-deux ans à la fermeture de l'établissement.
On peut citer aussi :

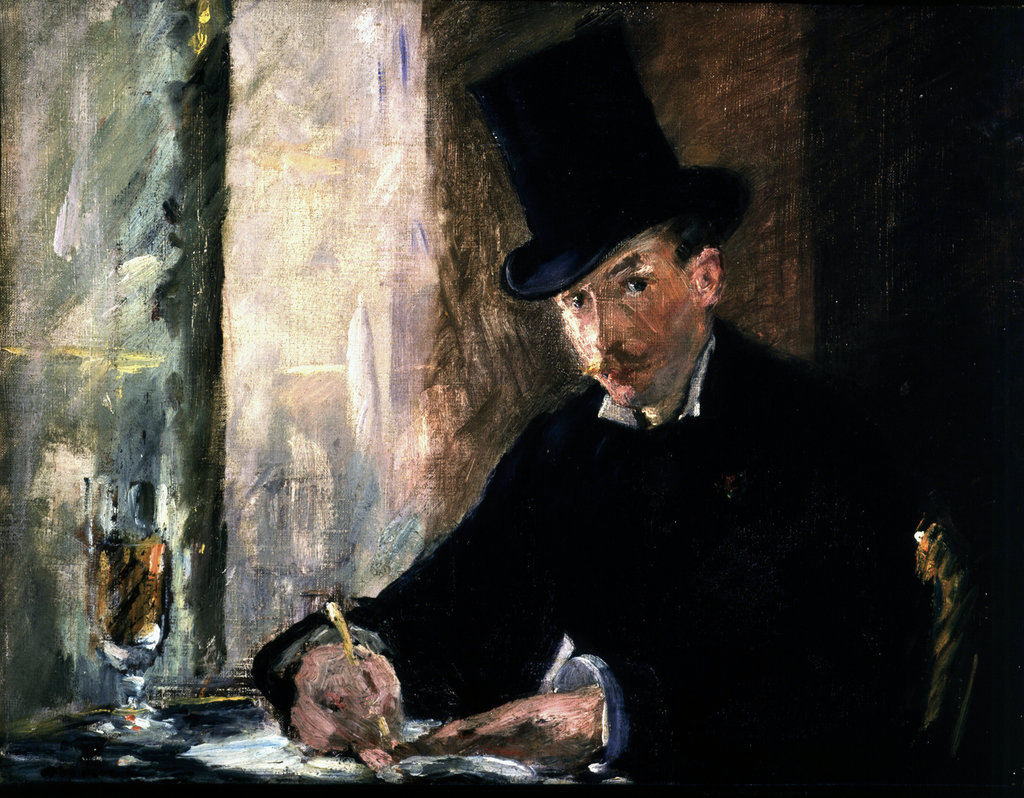
É. Manet, Chez Tortoni (v. 1875), toile volée le 18 mars 1990 au musée Isabella-Stewart-Gardner.

- George Sand, écrivaine. Elle y rencontra son futur mari, Casimir Dudevant, en 1822[37].
- Les frères Goncourt, écrivains[38].
- Étienne de Jouy, dramaturge. Il y observa les Parisiens décrits dans L'Ermite de la Chaussée d'Antin.
- François Gérard, peintre, qui était lié par le sang aux Tortoni, et fut témoin au mariage de François Xavier en 1799.
- Édouard Manet, peintre.
- Louis Véron, directeur de l'Opéra et du journal Le Constitutionnel.
- Talleyrand, homme politique français. Il aimait le « petit salon bleu » et le « salon de billard », où jouait Spolar.
- Adolphe Thiers, homme politique français. À l'âge de 30 ans, en 1827, très élégant, il y venait à cheval.
- Le comte de Montrond, le comte d'Orsay, le duc de Nemours, le comte de Paris, petit-fils de Louis-Philippe[39].
- Le comte Otto von Bismarck, homme politique allemand.
- Khalil-Bey, ambassadeur de Turquie à Paris, collectionneur de tableaux comme Le Bain turc, d’Ingres (1862), Le Sommeil, L’Origine du monde de Courbet (1866)…
- James Gordon Bennett junior, fondateur de l’International Herald Tribune.
- Aurélien Scholl, journaliste, auteur dramatique, chroniqueur et romancier, et d'autres journalistes, d'autres personnages tombés depuis dans l'oubli.

## Notoriété
La célébrité de Tortoni est telle que son nom est évoqué, repris, exploité, bien sûr à Paris, mais aussi ailleurs en France, en Europe et dans le monde entier.
- Renommée parisienne : Le poète Ulric Guttinguer peut se permettre de transformer le nom du boulevard des Italiens en boulevard Tortoni, dans un de ses romans[40] ; une chanson de quarante vers, Tortoni, est éditée dans les années fastes[41]. A-t-elle été à la mode elle aussi ? Un Café Tortoni existe sur les Champs-Élysées en 1928[42].
- Depuis 2009, un prix littéraire porte le nom de prix Tortoni.
- Renommée française : en 1838, au Havre, rue de Paris, s'ouvre l’Hôtel Tortoni. Était-ce un investissement Tortoni ?… Cet établissement, fort de son succès au pied de l'embarcadère transatlantique, sera agrandi en 1858. Plus tard, il deviendra la plus grande brasserie du Havre. « Maints notables y tenaient table ouverte et c'était le rendez-vous des États-Majors de la Marine, en particulier de la Compagnie Générale Transatlantique[43]. » L'Hôtel sera détruit en 1944.
- On trouvait et on trouve encore des cafés à l'enseigne Tortoni à Bordeaux en 1862, Nîmes en 1875, Marseille en 1879 ; et aujourd'hui à Toulouse, Villeneuve-sur-Lot ; une galerie marchande à Bergerac (à l'emplacement de l'ancien Café Tortoni)…
- Renommée mondiale : de grands voyageurs s'arrêtent chez Tortoni et en parlent[2],[44]. En Italie, la ville de Florence affiche l'enseigne Tortoni et, sur le modèle du café de Paris, un autre Café Tortoni, situé au 825 de l’avenida de Mayo, à Buenos Aires, en Argentine, est créé en 1858 par Jean Touan, un immigrant français, originaire de Barcus (Pyrénées-Atlantiques). Ce café qui existe toujours est devenu une institution.

On ne peut conclure sans évoquer les innombrables variantes du Tortoni, un dessert glacé ; aujourd'hui encore, il est proposé aux terrasses de nombreux glaciers, un peu partout, de par le monde.

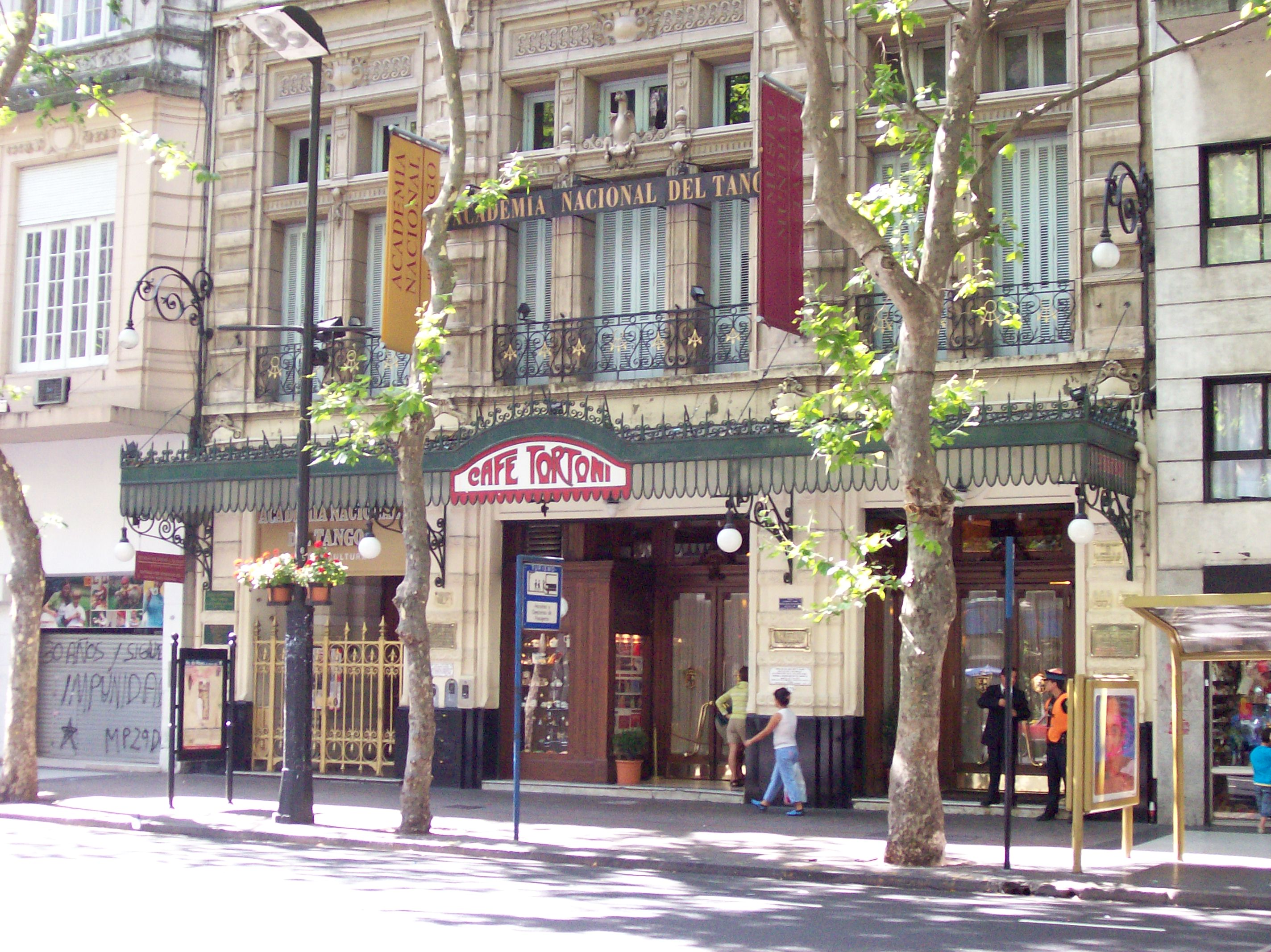
Café Tortoni, à Buenos Aires.
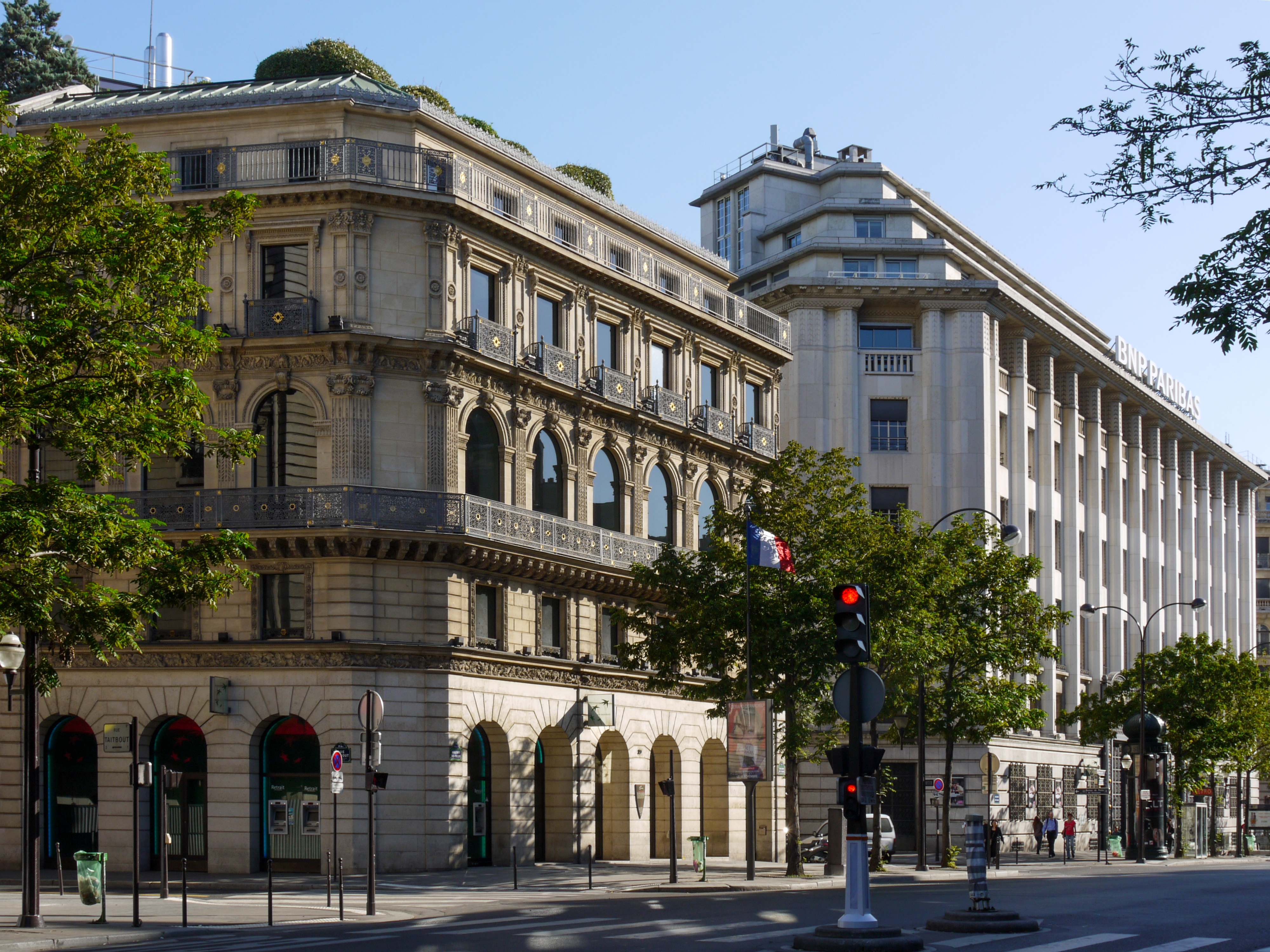
Tortoni aujourd'hui, siège de BNP Paribas.